# Copa Mundial de Padbol 2014
El Mundial de Padbol España 2014 fue la segunda edición del torneo. Se desarrolló entre el 20 y el 23 de noviembre en La Nucia, Alicante. Participaron 15 parejas provenientes de Argentina, España, Italia, México, Portugal, Suecia y Uruguay.
La pareja campeona fue la conformada por Juan Alberto Ramón y Juan Miguel Hernández tras ganar la final por 6-4 y 7-5 a los campeones mundiales del 2013, Eleazar Ocaña y Toni Palacios.

## Parejas participantes
| País              | Parejas                                             | Vía de clasificación                                                                 |
| ----------------- | --------------------------------------------------- | ------------------------------------------------------------------------------------ |
| Argentina 2 cupos | Aguirre/Aracil Maidana/Narbaitz                     | Argentina 1 Argentina 2                                                              |
| España 3 cupos    | Ocaña/Palacios Ramón/Hernández Barceló/Suau         | Campeones de la Copa Mundial de Padbol 2013 Campeones Nacional Subcampeones Nacional |
| Italia 3 cupos    | Morezzi/Lanzi Giorgiucci/Minchillo Ciferri/Roscioli | Campeones Nacionales Italia 2 Italia 3                                               |
| México 2 cupos    | Landa/Corro Peña/Soto                               | México 1 México 2                                                                    |
| Portugal 2 cupos  | Clara/Oeiras Da Silva/Henriques                     | Portugal 1 Portugal 2                                                                |
| Suecia 2 cupos    | Walker/Malmberg Khepizadeh/Gustafsson               | Suecia 1 Suecia 2                                                                    |
| Uruguay 1 cupo    | Bella/Capurro                                       | Campeones Nacionales                                                                 |

## Sede
La sede elegida para este torneo fue la Ciutat Esportiva Camilo Cano, en La Nucía, Alicante. El complejo dispone de 66 instalaciones deportivas en un espacio de 120.000m2. 
Para el Mundial se han utilizado dos canchas al aire libre y una pista central indoor.

## Formato
El torneo constó de una Fase Inicial, con cinco parejas divididas en tres grupos, de las cuales clasificaron a la siguiente fase los mejores dos de cada grupo, más los dos mejores terceros. Luego se jugó una fase a simple eliminación a partir de los cuartos de final.
Los partidos fueron al mejor de tres sets, y en caso de ser necesario un tiebreak. 
Los grupos fueron sorteados de la siguiente manera:
| Grupo A               | Grupo B              | Grupo C          |
| --------------------- | -------------------- | ---------------- |
| Ocaña/Palacios        | Ramón/Hernández      | Barceló/Suau     |
| Aguirre/Aracil        | Maidana/Narbaitz     | Capurro/Bella    |
| Morezzi/Lanzi         | Giorgiucci/Minchillo | Ciferri/Roscioli |
| Khepizadeh/Gustafsson | Da Silva/Henriques   | Clara/Oeiras     |
| Landa/Corro           | Walker/Malmberg      | Peña/Soto        |

## Resultados[1]
- Leyenda: PJ: Partidos jugados; PG: Partidos ganados; PP: Partidos perdidos; SF: sets a favor; SC: sets en contra; GF: Games a favor; GC: Games en contra DS: Diferencia de sets.

### Primera fase

#### Grupo A
| Equipo                | PJ | PG | PP | SF | SC | GF | GC | DS |
| --------------------- | -- | -- | -- | -- | -- | -- | -- | -- |
| Ocaña/Palacios        | 4  | 4  | 0  | 8  | 1  | 52 | 12 | 7  |
| Aguirre/Aracil        | 4  | 3  | 1  | 7  | 2  | 47 | 25 | 5  |
| Morezzi/Lanzi         | 4  | 2  | 2  | 4  | 4  | 26 | 30 | 0  |
| Corro/Landa           | 4  | 1  | 3  | 2  | 7  | 30 | 44 | -5 |
| Khepizadeh/Gustafsson | 4  | 0  | 4  | 1  | 8  | 8  | 52 | -7 |

| 20 de noviembre de 2014 | Ocaña/Palacios | 6-1 6-0 | Morezzi/Lanzi | Pista Central, La Nucía |  |
| Partido inaugural       |                |         |               |                         |  |

| 20 de noviembre de 2014 | Aguirre/Aracil | 6-0 6-0 | Khepizadeh/Gustafsson | Pista Central, La Nucía |  |

| 20 de noviembre de 2014 | Ocaña/Palacios | 6-1 6-0 | Landa/Corro | Pista Central, La Nucía |  |

| 21 de noviembre de 2014 | Ocaña/Palacios | 6-3 4-6 6-1 | Aguirre/Aracil | Pista 1, La Nucía |  |

| 21 de noviembre de 2014 | Morezzi/Lanzi | 6-1 6-0 | Khepizadeh/Gustafsson | Pista Central, La Nucía |  |

| 21 de noviembre de 2014 | Aguirre/Aracil | 6-2 7-6 | Landa/Corro | Pista 1, La Nucía |  |

| 21 de noviembre de 2014 | Ocaña/Palacios | 6-0 6-0 | Khepizadeh/Gustafsson | Pista 1, La Nucía |  |

| 21 de noviembre de 2014 | Morezzi/Lanzi | 6-3 6-2 | Landa/Corro | Pista 1, La Nucía |  |

| 22 de noviembre de 2014 | Morezzi/Lanzi | 0-6 1-6 | Aguirre/Aracil | Pista 1, La Nucía |  |

| 22 de noviembre de 2014 | Khepizadeh/Gustafsson | 6-4 1-6 0-6 | Landa/Corro | Pista 2, La Nucía |  |

#### Grupo B
| Equipo               | PJ | PG | PP | SF | SC | GF | GC | DS |
| -------------------- | -- | -- | -- | -- | -- | -- | -- | -- |
| Ramón/Hernández      | 4  | 4  | 0  | 8  | 0  | 48 | 1  | 8  |
| Maidana/Narbaitz     | 4  | 3  | 1  | 6  | 2  | 36 | 15 | 4  |
| Giorgiucci/Minchillo | 4  | 2  | 2  | 4  | 4  | 28 | 34 | 0  |
| Walker/Malmberg      | 4  | 1  | 3  | 2  | 7  | 22 | 50 | -5 |
| Da Silva/Henriques   | 4  | 0  | 4  | 1  | 8  | 16 | 50 | -7 |

| 20 de noviembre de 2014 | Ramón/Hernández | 6-0 6-1 | Giorgiucci/Minchillo | Pista 1, La Nucía |  |

| 20 de noviembre de 2014 | Maidana/Narbaitz | 6-0 6-1 | Da Silva/Henriques | Pista 1, La Nucía |  |

| 20 de noviembre de 2014 | Ramón/Hernández | 6-0 6-0 | Walker/Malmberg | Pista Central, La Nucía |  |

| 21 de noviembre de 2014 | Ramón/Hernández | 6-0 6-0 | Maidana/Narbaitz | Pista Central, La Nucía |  |

| 21 de noviembre de 2014 | Giorgiucci/Minchillo | 6-2 6-0 | Da Silva/Henriques | Pista Central, La Nucía |  |

| 21 de noviembre de 2014 | Maidana/Narbaitz | 6-0 6-0 | Walker/Malmberg | Pista Central, La Nucía |  |

| 21 de noviembre de 2014 | Ramón/Hernández | 6-0 6-0 | Da Silva/Henriques | Pista 2, La Nucía |  |

| 21 de noviembre de 2014 | Giorgiucci/Minchillo | 6-3 7-5 | Walker/Malmberg | Pista Central, La Nucía |  |

| 22 de noviembre de 2014 | Giorgiucci/Minchillo | 2-6 0-6 | Maidana/Narbaitz | Pista 2, La Nucía |  |

| 22 de noviembre de 2014 | Da Silva/Henriques | 6-2 3-6 4-6 | Walker/Malmberg | Pista Central, La Nucía |  |

#### Grupo C
| Equipo           | PJ | PG | PP | SF | SC | GF | GC | DS |
| ---------------- | -- | -- | -- | -- | -- | -- | -- | -- |
| Barceló/Suau     | 4  | 4  | 0  | 8  | 0  | 48 | 5  | 8  |
| Capurro/Bella    | 4  | 3  | 1  | 6  | 2  | 40 | 17 | 4  |
| Clara/Oeiras     | 4  | 2  | 2  | 4  | 5  | 29 | 42 | 0  |
| Ciferri/Roscioli | 4  | 1  | 3  | 3  | 6  | 28 | 44 | -3 |
| Peña/Soto        | 4  | 0  | 4  | 0  | 8  | 10 | 48 | -8 |

| 20 de noviembre de 2014 | Barceló/Suau | 6-1 6-0 | Peña/Soto | Pista 2, La Nucía |  |

| 20 de noviembre de 2014 | Capurro/Bella | 6-1 6-1 | Clara/Oeiras | Pista 2, La Nucía |  |

| 20 de noviembre de 2014 | Barceló/Suau | 6-0 6-0 | Ciferri/Roscioli | Pista Central, La Nucía |  |

| 21 de noviembre de 2014 | Barceló/Suau | 6-3 6-1 | Capurro/Bella | Pista 2, La Nucía |  |

| 21 de noviembre de 2014 | Ciferri/Roscioli | 4-6 6-3 3-6 | Clara/Oeiras | Pista 2, La Nucía |  |

| 21 de noviembre de 2014 | Capurro/Bella | 6-0 6-0 | Peña/Soto | Pista Central, La Nucía |  |

| 21 de noviembre de 2014 | Barceló/Suau | 6-0 6-0 | Clara/Oeiras | Pista 2, La Nucía |  |

| 21 de noviembre de 2014 | Ciferri/Roscioli | 6-2 6-2 | Peña/Soto | Pista Central, La Nucía |  |

| 22 de noviembre de 2014 | Clara/Oeiras | 6-2 6-3 | Peña/Soto | Pista 1, La Nucía |  |

| 22 de noviembre de 2014 | Ciferri/Roscioli | 2-6 1-6 | Capurro/Bella | Pista Central, La Nucía |  |

## Segunda fase
|  | Cuartos de final | Cuartos de final     | Cuartos de final | Cuartos de final | Cuartos de final |                 |                 | Semifinales | Semifinales | Semifinales | Semifinales | Semifinales |                |                | Final | Final | Final | Final | Final |  |
|  |                  |                      |                  |                  |                  |                 |                 |             |             |             |             |             |                |                |       |       |       |       |       |  |
|  |                  |                      |                  |                  |                  |                 |                 |             |             |             |             |             |                |                |       |       |       |       |       |  |
|  | 1°GA             | Ocaña/Palacios       | 6                | 6                |                  |                 |                 |             |             |             |             |             |                |                |       |       |       |       |       |  |
|  | 1°GA             | Ocaña/Palacios       | 6                | 6                |                  |                 |                 |             |             |             |             |             |                |                |       |       |       |       |       |  |
|  | 2°GB             | Maidana/Narbaitz     | 0                | 0                |                  |                 |                 |             |             |             |             |             |                |                |       |       |       |       |       |  |
|  | 2°GB             | Maidana/Narbaitz     | 0                | 0                |                  | Ocaña/Palacios  | Ocaña/Palacios  | 6           | 6           |             |             |             |                |                |       |       |       |       |       |  |
|  |                  |                      |                  |                  |                  | Ocaña/Palacios  | Ocaña/Palacios  | 6           | 6           |             |             |             |                |                |       |       |       |       |       |  |
|  |                  |                      | Barceló/Suau     | Barceló/Suau     | 3                | 3               |                 |             |             |             |             |             |                |                |       |       |       |       |       |  |
|  | 1°GC             | Barceló/Suau         | Barceló/Suau     | Barceló/Suau     | 3                | 3               | 6               | 6           |             |             |             |             |                |                |       |       |       |       |       |  |
|  | 1°GC             | Barceló/Suau         |                  |                  |                  |                 |                 |             |             |             |             |             |                |                |       |       |       |       |       |  |
|  | 3°GB             | Giorgiucci/Minchillo | 0                | 0                |                  |                 |                 |             |             |             |             |             |                |                |       |       |       |       |       |  |
|  | 3°GB             | Giorgiucci/Minchillo | 0                | 0                |                  |                 |                 |             |             |             |             |             | Ocaña/Palacios | Ocaña/Palacios | 4     | 5     |       |       |       |  |
|  |                  |                      |                  |                  |                  |                 |                 |             |             |             |             |             | Ocaña/Palacios | Ocaña/Palacios | 4     | 5     |       |       |       |  |
|  |                  |                      | Ramón/Hernández  | Ramón/Hernández  | 6                | 7               |                 |             |             |             |             |             |                |                |       |       |       |       |       |  |
|  | 1°GB             | Ramón/Hernández      | Ramón/Hernández  | Ramón/Hernández  | 6                | 7               | 6               | 6           |             |             |             |             |                |                |       |       |       |       |       |  |
|  | 1°GB             | Ramón/Hernández      |                  |                  |                  |                 |                 |             |             |             |             |             |                |                |       |       |       |       |       |  |
|  | 3°GA             | Morezzi/Lanzi        | 1                | 0                |                  |                 |                 |             |             |             |             |             |                |                |       |       |       |       |       |  |
|  | 3°GA             | Morezzi/Lanzi        | 1                | 0                |                  | Ramón/Hernández | Ramón/Hernández | 6           | 6           |             |             |             |                |                |       |       |       |       |       |  |
|  |                  |                      |                  |                  |                  | Ramón/Hernández | Ramón/Hernández | 6           | 6           |             |             |             |                |                |       |       |       |       |       |  |
|  |                  |                      | Aguirre/Aracil   | Aguirre/Aracil   | 1                | 0               |                 |             |             |             |             |             |                |                |       |       |       |       |       |  |
|  | 2°GA             | Aguirre/Aracil       | Aguirre/Aracil   | Aguirre/Aracil   | 1                | 0               | 6               | 4           | 6           |             |             |             |                |                |       |       |       |       |       |  |
|  | 2°GA             | Aguirre/Aracil       |                  |                  |                  |                 |                 |             |             |             |             |             |                |                |       |       |       |       |       |  |
|  | 2°GC             | Capurro/Bella        | 1                | 6                | 3                |                 |                 |             |             |             |             |             |                |                |       |       |       |       |       |  |
|  | 2°GC             | Capurro/Bella        | 1                | 6                | 3                |                 |                 |             |             |             |             |             |                |                |       |       |       |       |       |  |
|  |                  |                      |                  |                  |                  |                 |                 |             |             |             |             |             |                |                |       |       |       |       |       |  |

### Cuartos de final
| 22 de noviembre de 2014 | Ocaña/Palacios | 6-0 6-0 | Maidana/Narbaitz | Pista Central, La Nucía |  |

| 22 de noviembre de 2014 | Barceló/Suau | 6-0 6-0 | Giorgiucci/Minchillo | Pista Central, La Nucía |  |

| 22 de noviembre de 2014 | Ramón/Hernández | 6-1 6-0 | Morezzi/Lanzi | Pista Central, La Nucía |  |

| 22 de noviembre de 2014 | Aguirre/Aracil | 6-1 4-6 6-3 | Capurro/Bella | Pista Central, La Nucía |  |

### Semifinales
| 23 de noviembre de 2014 | Ocaña/Palacios | 6-3 6-3 | Barceló/Suau | Pista Central, La Nucía |  |

| 23 de noviembre de 2014 | Ramón/Hernández | 6-1 6-0 | Aguirre/Aracil | Pista Central, La Nucía |  |

### Tercer y Cuarto puesto
| 23 de noviembre de 2014 | Barceló/Suau | 6-3 6-1 | Aguirre/Aracil | Pista Central, La Nucía |  |

### Final

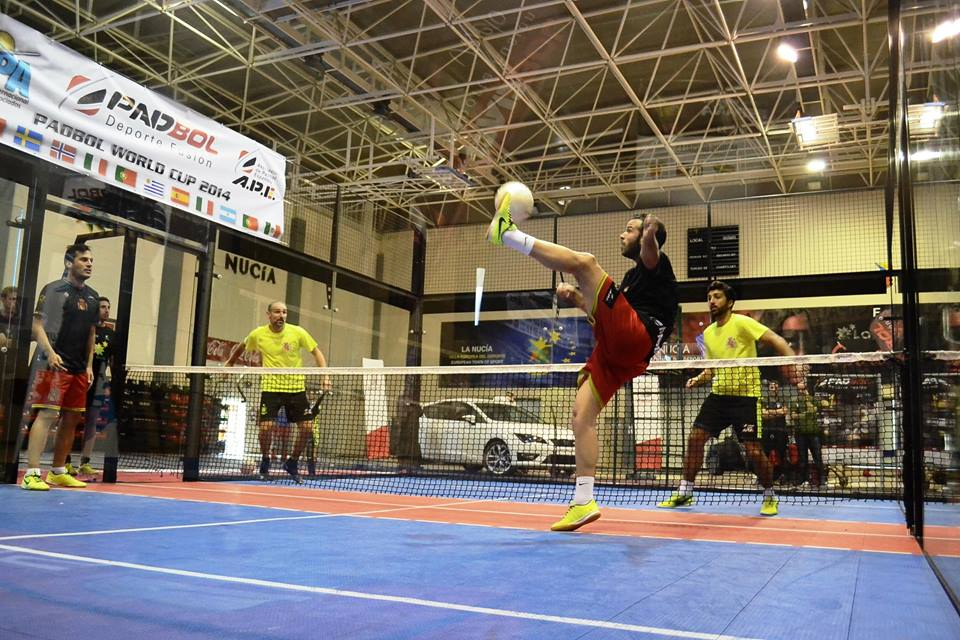
Final del Mundial 2014 - Ramón/Hernández vs Ocaña/Palacios

| 23 de noviembre de 2014 | Ocaña/Palacios | 4-6 5-7 | Ramón/Hernández | Pista Central, La Nucía |  |

## Estadísticas
| Equipo | Equipo               | PJ | PG | PP | SF | SC | GF | GC | DS  | DG  |
| ------ | -------------------- | -- | -- | -- | -- | -- | -- | -- | --- | --- |
| 1      | Ramón/Hernández      | 7  | 7  | 0  | 14 | 0  | 84 | 12 | +14 | +72 |
| 2      | Ocaña/Palacios       | 7  | 6  | 1  | 12 | 3  | 85 | 31 | +9  | +54 |
| 3      | Barceló/Suau         | 7  | 6  | 1  | 12 | 2  | 78 | 21 | +10 | +57 |
| 4      | Aguirre/Aracil       | 7  | 5  | 2  | 9  | 5  | 68 | 59 | +4  | +9  |
| 5      | Capurro/Bella        | 5  | 3  | 2  | 7  | 4  | 50 | 33 | +3  | +17 |
| 6      | Maidana/Narbaitz     | 5  | 3  | 2  | 6  | 4  | 36 | 27 | +2  | +9  |
| 7      | Morezzi/Lanzi        | 5  | 2  | 3  | 4  | 6  | 27 | 42 | -2  | -15 |
| 8      | Giorgiucci/Minchillo | 5  | 2  | 3  | 4  | 6  | 28 | 46 | -2  | -18 |